# Hendrik Verburg
Hendrik Verburg (Bellingwolde 1895 – Nunspeet 1973) is een kunstschilder en tekenaar die lange tijd heeft gewoond in het schildersdorp Nunspeet. Hij is vooral bekend geworden van landschappen, dorpsgezichten en portretten.

## Levensloop
Verburg volgde tekenlessen in Leeuwarden en behaalde de akte Tekenen L.O. in Amsterdam. Verburg kreeg les o.a. van Gerardus Makkes van der Deijl. Van 1913 tot 1916 was hij tekenaar in Holwerd. Samen met zijn oom Peter Verburg maakte hij in de jaren daarna een studiereis naar de Verenigde Staten en Canada. In 1922 keerde hij terug naar Nederland en vestigde zich in Den Haag. Na zijn huwelijk met Poolse Olga Gottzmann vertrok hij naar België, maar vlak voor de oorlog vluchtte hij via Hilversum naar Nunspeet. Hier werd hij opgenomen in de schilderskring van Frans Huysmans, Ben Viegers, Jos Lussenburg, Jaap Hiddink en Chris ten Bruggen Kate.
Verburg maakte onder andere de muurschildering in de PKN-kerk aan de Driestwegkerk te Nunspeet.